# Crossbone Pirates
Crossbone Pirates eller SMK Motala SK är en speedwayklubb i Motala. Under 2008 tävlar klubben i Division 1. Klubben har ett nära samarbete med Piraterna i Motala.
Crossbone Pirates hemmabana är Motorstadion Motala. Banlängden är 300 meter. Den har 56 m raksträckor, en kurvradie på 28 m och en kurvbredd på 14,5 m.